# Tom : surfeur
Pour plus de détails, voir Fiche technique et Distribution.
Tom : surfeur (Surf-Bored Cat) est un cartoon de Tom et Jerry réalisé par Abe Levitow, produit par la Metro-Goldwyn-Mayer sorti en 1967.

## Musique
- Eugene Poddany